# Silverstål
Silverstål är ett draget och slipat rundstål av verktygsstålskvalitet. Stålet levereras med liten diametertolerans. Olegerat silverstål har vanligen en kolhalt på 1,15 procent och används för tappar, sprintar, axlar och för detaljer som skall härdas och som skall ges en exakt dimension utan bearbetning. Legerat silverstål; i Tyskland har en legering med Werkstoffnummer 1.2210 115CrV3 sålts under namnet Silberstahl. Denna innehåller 1,1–1,25 procent kol, 0,5–0,8 procent krom och 0,07–0,12 procent vanadin.